# A Dictionary of the English Language
A Dictionary of the English Language – słownik języka angielskiego opracowany i napisany przez Samuela Johnsona, wydany w 1755 roku. Pełny tytuł dzieła brzmi: A Dictionary of the English language in which the words are deduced from their originals, and illustrated in their different significations by examples from the best writers: to which are prefixed, a history of the language, and an English grammar. Słownik wydrukowany został w dwóch tomach.

## Słownik

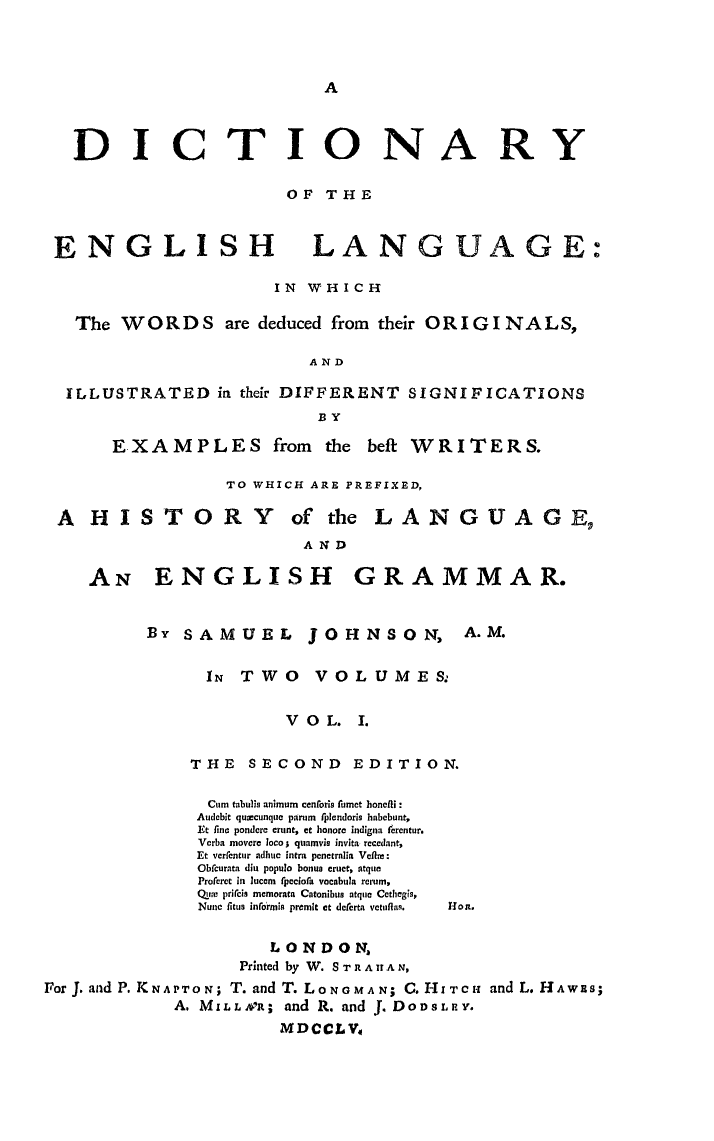
Strona tytułowa słownika

Słownik liczy ok. 40 tys. haseł, które autor pisał przez 7 lat. Każde hasło zilustrowane zostało przykładami literackimi, choć z wyłączeniem pisarzy współczesnych Johnsonowi. Zastosowana przez Johnsona ortografia przyczyniła się znacznie do stabilizacji ortografii angielskiej. Do najczęściej cytowanych przez Johnsona pisarzy należeli William Szekspir, John Milton i John Dryden.
Johnson tak oto opisuje we wstępie do części alfabetycznej swego dzieła metodologię zastosowaną w słowniku:

Kiedy zabrałem się za realizowanie tego przedsięwzięcia, zdałem sobie sprawę, że nasz język obfituje w brak porządku i reguł: gdziekolwiek popatrzyłem, dostrzegałem jakąś wprawiającą w zakłopotanie nieścisłość do rozwikłania czy inną konfuzję do wyjaśnienia. Nie mając innej pomocy niż ze strony ogólnej gramatyki, przyłożyłem się do bacznego czytania naszych pisarzy i nie znalazłem nic, co mogłoby stanowić przykład zdolny ilustrować słowa czy frazy, które zebrałem w czasie przygotowywania materiałów do słownika...

Wstęp do słownika zawiera krótką historię języka (z obszernymi fragmentami dzieł pisarzy z poprzednich epok) i część gramatyczną, napisaną pod wpływem dzieła Johna Wallisa, obejmującą również sekcję o ortografii i prozodii. Wstęp, często publikowany osobno, jest pionierskim opisem metody leksykograficznej

## Definicje
Przykłady definicji Johnsona:
- Excise – a hateful tax levied upon commodities, and adjudged not only by the common judges of property, but wretches hired by those to whom excise is paid (akcyza – nienawistny podatek nakładany na dobra, i zasądzany nie podług oceny własności, a przez nędzników, wynajętych przez tych, którym podatek ma być zapłacony)
- Oats – a grain which in England is generally given to horses, but in Scotland supports the people (owies – ziarno, które w Anglii daje się koniom, ale w Szkocji żywi się nim ludzi)
- Pension – an allowance made to anyone without the equivalent. In England is generally understood to mean pay for treason to his country (emerytura – świadczenie wypłacane każdemu bezzwrotnie. W Anglii jest rozumiane jako przyznawane za zdradę kraju)

## Metodologia
Samuel Johnson, pisząc swój słownik, postępował konsekwentnie według założonych przez siebie metod:
- Większość definicji jest krótka, konsekwentnie trzymająca się założeń
- Johnson zwraca uwagę na różne znaczenie słów; w przypadku słowa take ujął 124 różne znaczenia
- Większości haseł towarzyszą cytaty, w całym dziele jest ich 116 tys. Wszystkie wzięte są z dzieł nieżyjących autorów
- Johnson konsekwentnie używa źródeł, nawet jeśli przypisuje im niską wiarygodność
- Wszystkie słowa mają określoną kategorię gramatyczną i akcentowanie
- Szczerość wobec czytelnika,
- Zamieszczone są słowa z różnych dziedzin życia, w tym technicznej.